# 코은상어과
코은상어과(Rhinochimaeridae)는 은상어목에 속하는 연골어류과의 하나이다. 코은상어 등을 포함하여 3속 8종으로 이루어져 있다. 다른 은상어류와 형태나 서식지가 비슷하지만, 코은상어는 특이하게도 주둥이 끝이 뾰족하고 앞으로 길게 뻗어 있다. 이 주둥이는 끝단에 수많은 지각 신경을 갖고 있어서, 작은 물고기와 같은 먹이를 잡을 때 사용한다. 첫번째 등지느러미에는 약한 독을 가진 가시 돌기가 있어서 외부 위협에 대한 방어용으로 사용한다. 전세계 온대와 열대 수역의 수심 200-2000m 깊이에서 발견된다. 종마다 다르지만 최대 몸길이는 60-140cm 정도이다.

## 하위 분류
- Harriotta Goode & Bean, 1895
  - Harriotta haeckeli Karrer, 1972
  - Harriotta raleighana Goode & Bean, 1895
- Neoharriotta Bigelow & Schroeder, 1950
  - Neoharriotta carri Bullis & J. S. Carpenter, 1966
  - Neoharriotta pinnata Schnakenbeck, 1931
  - Neoharriotta pumila Didier & Stehmann, 1996
- Rhinochimaera Garman, 1901
  - Rhinochimaera africana Compagno, Stehmann & Ebert, 1990
  - Rhinochimaera atlantica Holt & Byrne, 1909
  - Rhinochimaera pacifica Mitsukuri, 1895